# Municipio de Nottinghill
El municipio de Nottinghill (en inglés: Nottinghill Township) es un municipio ubicado en el condado de Ozark en el estado estadounidense de Misuri. En el año 2010 tenía una población de 121 habitantes y una densidad poblacional de 1,69 personas por km².

## Geografía
El municipio de Nottinghill se encuentra ubicado en las coordenadas 36°39′33″N 92°33′51″O / 36.65917, -92.56417. Según la Oficina del Censo de los Estados Unidos, el municipio tiene una superficie total de 71.76 km², de la cual 71,74 km² corresponden a tierra firme y (0,02 %) 0,02 km² es agua.

## Demografía
Según el censo de 2010, había 121 personas residiendo en el municipio de Nottinghill. La densidad de población era de 1,69 hab./km². De los 121 habitantes, el municipio de Nottinghill estaba compuesto por el 99,17 % blancos y el 0,83 % eran de una mezcla de razas. Del total de la población el 0 % eran hispanos o latinos de cualquier raza.